# 워크어라운드
워크어라운드(workaround)는 시스템이나 정책에서 인식된 문제나 제한 사항을 우회하는 것이다. 워크어라운드는 일반적으로 문제에 대한 진정한 해결책이 필요함을 의미하는 임시 수정이다. 그러나 워크어라운드는 창조에 고정관념을 깨는 사고를 포함하여 실제 솔루션만큼 창의적인 경우가 많다.
일반적으로 원래 설계를 넘어서는 시스템의 추가 압력에 잘 반응하지 않는다는 점에서 부서지기 쉬운 것으로 간주된다. 워크어라운드를 구현할 때 나중에 적절한 솔루션을 구현할 수 있도록 변경 사항을 표시하는 것이 중요하다.
워크어라운드를 강요하면 나중에 시스템 오류가 발생할 수 있다. 예를 들어, 컴퓨터 프로그래밍에서 워크어라운드는 잘못된 반환값과 같은 라이브러리 (컴퓨팅)의 문제나 안티패턴을 해결하는 데 자주 사용된다. 라이브러리가 변경되면 워크어라운드는 전체 프로그램 기능을 중단시켜 사실상 안티 패턴이 될 수 있다. 왜냐하면 라이브러리에서 오래되고 잘못된 동작이 예상될 수 있기 때문이다.
워크어라운드는 제품이나 서비스 개선을 위한 유용한 아이디어 소스가 될 수도 있다.

## 같이 보기
- 소프트웨어 버그
- 대처 (행동)
- 계획적 구식화